# Nachttopf

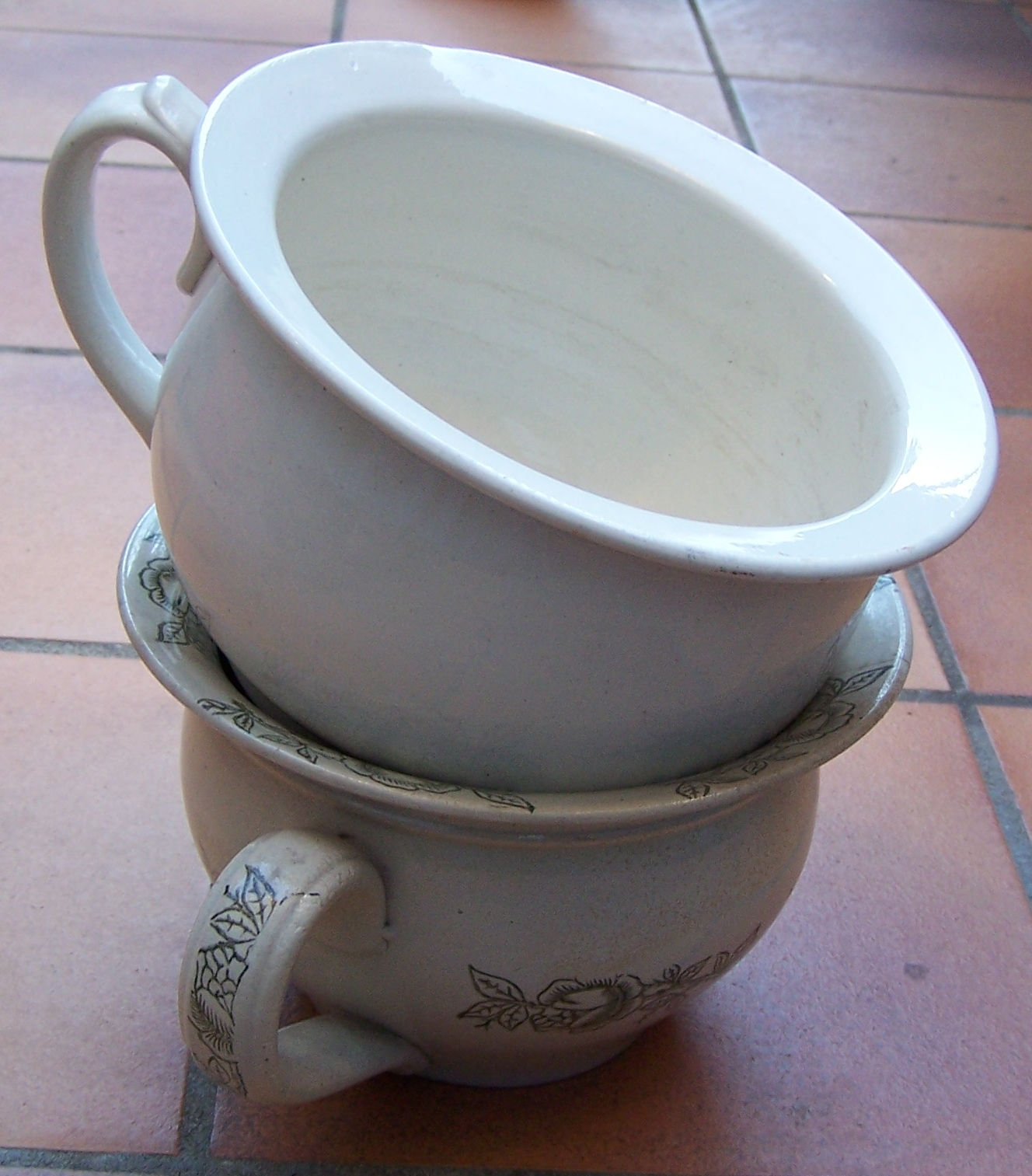
Tönerne Nachttöpfe

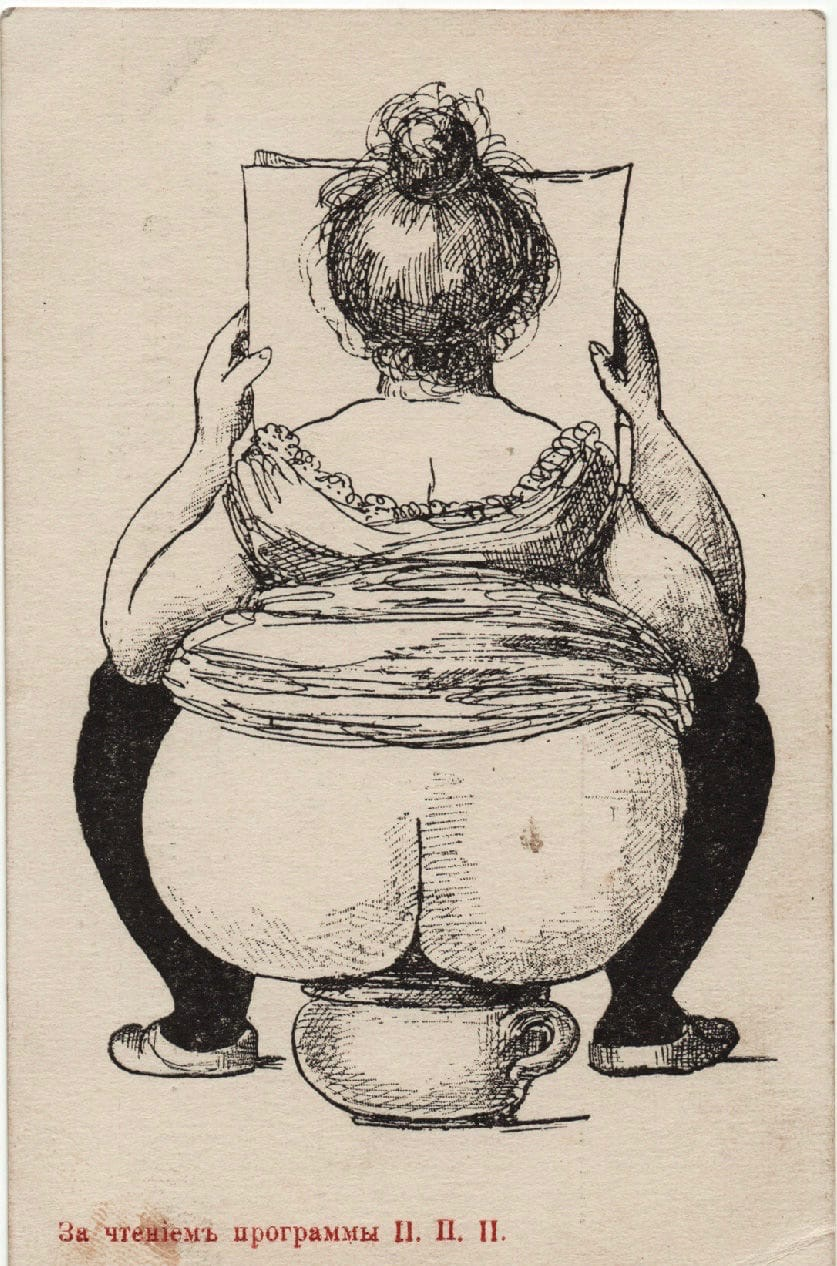
Graphische Darstellung der Benutzung eines Nachtopfes auf einer satirischen Postkarte (um 1906)

Ein Nachttopf oder Nachtgeschirr ist ein Behältnis für das Urinieren im Schlafzimmer. Er geht auf die Zeit zurück, als die Toiletten noch außerhalb des Hauses oder auf halber Treppe lagen und so nachts nur relativ mühsam zu erreichen waren.
Das populäre Bild vom Nachttopf, der aus dem Fenster auf die Straße entleert wird, entspricht nicht der alltäglichen Nutzung. Dieses Klischee geht zurück auf satirische Geschichten und Abbildungen, wie im Narrenschiff von 1494, wo „närrische“ nächtliche Musikanten und Krachmacher begossen werden.
Der Inhalt von Nachttöpfen wurde bereits im Mittelalter als Ressource für Gerber, Tuchwalker, Färbern und zur Herstellung von Salpeter für Schießpulver gesammelt oder morgens in hausnahen Misthaufen, Ehgräben und Latrinen entsorgt, die sowieso aufgesucht wurden. Die Verwendung von Nachttöpfen steht entgegen dem Klischee in keinem direkten Zusammenhang mit (vermeintlich ständig) schmutzigen Straßen.

## Geschichte

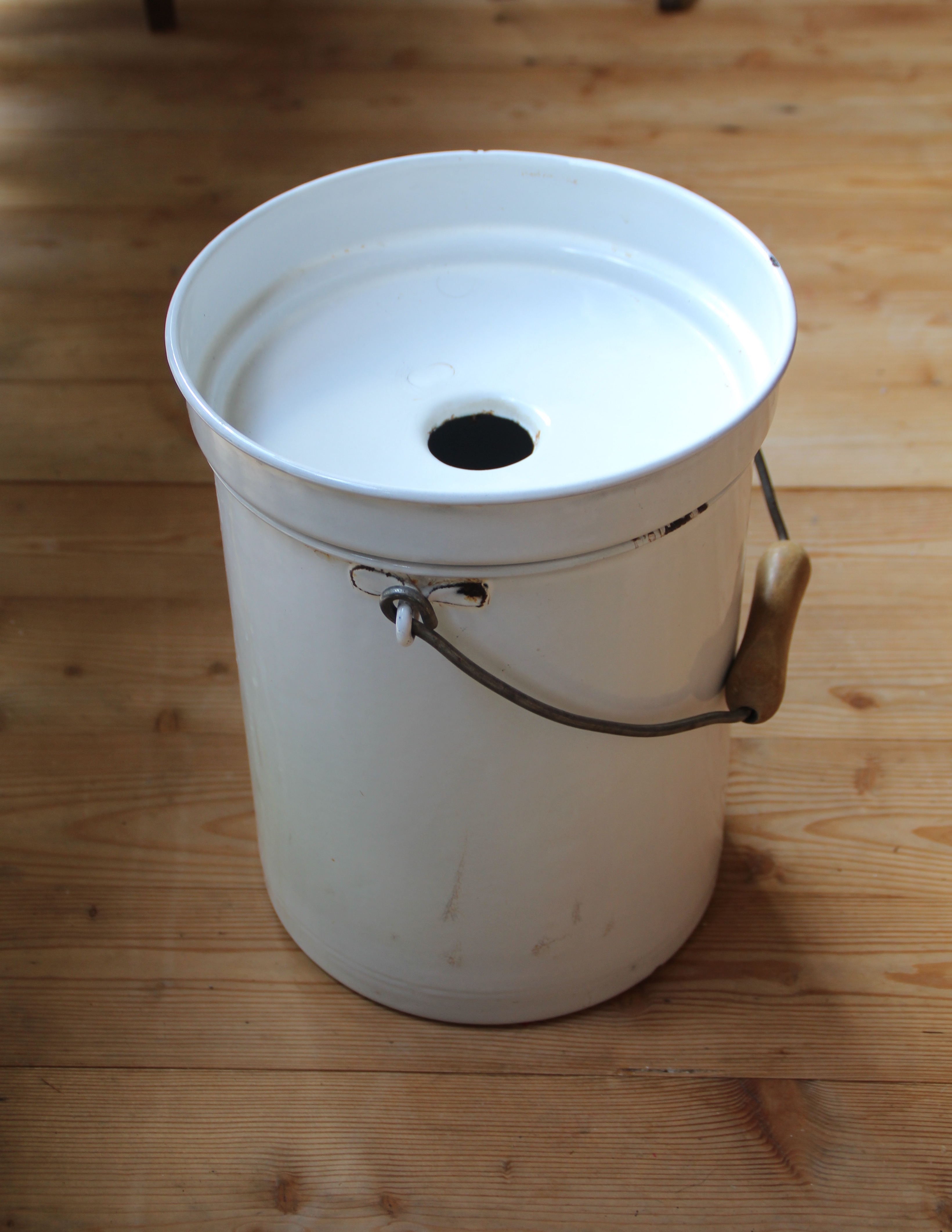
Emailliertes Gefäß, in dem in Hotels der Inhalt mehrerer Nachttöpfe eingesammelt wurde.

Transportable Urinale waren seit der Antike üblich. Die Erfindung des Nachttopfes wird nach Athenaios den Bewohnern des antiken Sybaris zugeschrieben.
Das Amis ist eine griechische, amphorenartige Form. Besondere Bedeutung hatte das Sammeln von Urin bis in die frühe Neuzeit für die Gerberei, wo dieser wertvolle Ressource war, daher waren tragbare Urinale weit verbreitet.
Der Nachttopf wurde meist unter dem Bett oder in einem Nachttisch oder Nachtschrank neben dem Bett aufbewahrt, in den Nachtstunden benutzt und am Morgen entleert. Früher wurden häufig alte, nicht mehr zum Küchengebrauch taugliche Töpfe oder auch Blumentöpfe verwendet, daher die Bezeichnung. Es gab und gibt auch industriell hergestellte Nachttöpfe aus Glas, Keramik, Kunststoff, Steingut oder Blech respektive emailliertem Blech.
Eine Weiterentwicklung ist der Toilettenstuhl (Leibstuhl, Nachtstuhl) mit eingelassenem Auffangbehälter.
Für spezielle Gelegenheiten gab es im 18. und 19. Jahrhundert den Bourdalou, ein größeres Hygienegeschirr für Frauen.
Aus der Briefkorrespondenz von Liselotte von der Pfalz mit ihrer Tante Sophie von der Pfalz ist aus dem Jahr 1704 die Anekdote überliefert, dass ein ihr mangels Alternativen zur Verfügung gestellte Nachttopf unter ihr zusammengebrochen ist:

„Wie ich in der besten arbeit war, brach der kammerpott; zu allem glück erhielt ich mich an einer tafel, were sonst wohl weich, aber schmutzig gefallen.“

Aufwändig verzierte Nachttöpfe, die in einem Flechtkorb vom Diener zum Arzt zur Harnschau transportiert wurden, waren im 16. und 17. Jahrhundert in begüterten Haushalten anzutreffen.
Die Ausstattung der Häuser mit Wassertoiletten machte Nachttöpfe überflüssig. Nach der Benutzung ging eine Geruchsbelästigung von letzteren aus und sie waren ein Infektionsherd, da sie oft nur entleert, nicht aber gereinigt oder desinfiziert wurden.
Verwendung findet der Nachttopf in der Gegenwart in Krankenhäusern sowie Alten- und Pflegeheimen. Dort sind heute Steckbecken, Nachtstühle und Urinflaschen in Gebrauch. Für Piloten in Flugzeugen ohne Toilette oder für Fernfahrer gibt es ähnliche Gefäße für absehbare „Notfälle“.
Des Weiteren wird der Kindertopf (Babytopf) auch noch für Kleinkinder verwendet als Lern-Toilette, bis das Kind alt genug ist, die normale Toilette zu verwenden.
Heute sind historische Nachttöpfe geschätzte Sammel- und auch Scherzobjekte.

## Weitere Bezeichnungen

Nachttopf aus Glas – Deutschland um 1900

Zur Gerätschaft gibt es zahlreiche Umschreibungen, teilweise altertümlich schamhaft verniedlichend, teilweise volkssprachlich derb:
- Oberdeutsch ist auch nur Topf üblich, davon leitet sich aufs Topferl gehen für Kinder ab.
- Im älteren Studentenjargon findet sich Schiff (von mittelhochdeutsch schif ‚Schiff, Gefäß, Geschirr‘,[5] vergl. das Wasserschiff bei alten Küchenherden), daher die Wendung schiffen [gehen].
- Pisspott steht zu pissen (‚urinieren‘) und Pott (pot, französisch und englisch ‚Topf‘).[6]
- In Süddeutschland und Österreich ist die Dialektbezeichnung Potschamberl (o. ä.) üblich, eine aus dem Französischen entlehnte Verballhornung des französischen Wortes für Nachttopf, dem ‚pot de chambre‘ (‚Zimmer-Topf‘).
- In Bayern auch als Haferl oder Nachthaferl bekannt.[7]
- Im ostfränkischen Mittelfränkisch wird der Nachttopf auch Bodschamberla genannt, abgeleitet von französisch pot (Topf) und chambre (Zimmer).[8]
- Auch die Bezeichnung Brunzkachel (von mittelhochdeutsch brunz-kachele, brunzen ‚urinieren‘, Kachel ‚Tonware‘) für einen großen irdenen Nachttopf war üblich.
- In Ostösterreich gibt es auch die Bezeichnung Scherm (Scherben ‚Tonware‘; davon auch den Scherben aufhaben).
- In der Schweiz spricht man von Nachthafen oder Hafen (Hafen ‚Tonware‘, vergl. Hafner Töpfer oder Ofenbauer)

## Ducrots Ausspruch in der Schlacht von Sedan
Als 1870 während des Deutsch-Französischen Krieges die französischen Truppen in der Schlacht von Sedan durch deutsche Einheiten eingekesselt wurden, kommentierte der französische General Auguste-Alexandre Ducrot die Lage mit dem berühmt gewordenen Ausspruch: « Nous sommes dans un pot de chambre et nous y serons emmerdés. » (deutsch: „Wir sitzen in einem Nachttopf, und wir werden darin zugeschissen werden.“)